# Hurezani
Hurezani é uma comuna romena localizada no distrito de Gorj, na região de Oltênia. A comuna possui uma área de  km² e sua população era de 1781 habitantes segundo o censo de 2007.